# كنيسة مار بولس
كنيسة مَارْ بُولُس هي كنيسة في دمشق، سوريا، تقع على امتداد شارع طرفة بن العبد بالقرب من باب كيسان عند سور دمشق القديمة.
تضم الكنيسة التي تم تكريسها عام 1939 باب كيسان حيث أنه مدخل الكنيسة، وتعتبر الكنيسة من الأماكن ذات الأهمية الدينية حيث يعتقد أنها موقع هروب القديس بولس من دمشق من خلال إنزاله من نافذة في سلة. تضمّ الكنيسة مجموعة من الأيقونات تصوّر تسلسل حياة القديس بولس اعتماداً على رواية الإنجيل، رُسمت هذه الأيقونات بمناسبة زيارة البابا يوحنا بولس الثاني للموقع عام 2001.